# Miltogramma inarmata
Miltogramma inarmata är en tvåvingeart som beskrevs av Boris Borisovitsch Rohdendorf 1930. Miltogramma inarmata ingår i släktet Miltogramma och familjen köttflugor.
Artens utbredningsområde är Uzbekistan. Inga underarter finns listade i Catalogue of Life.